# Facettenauge

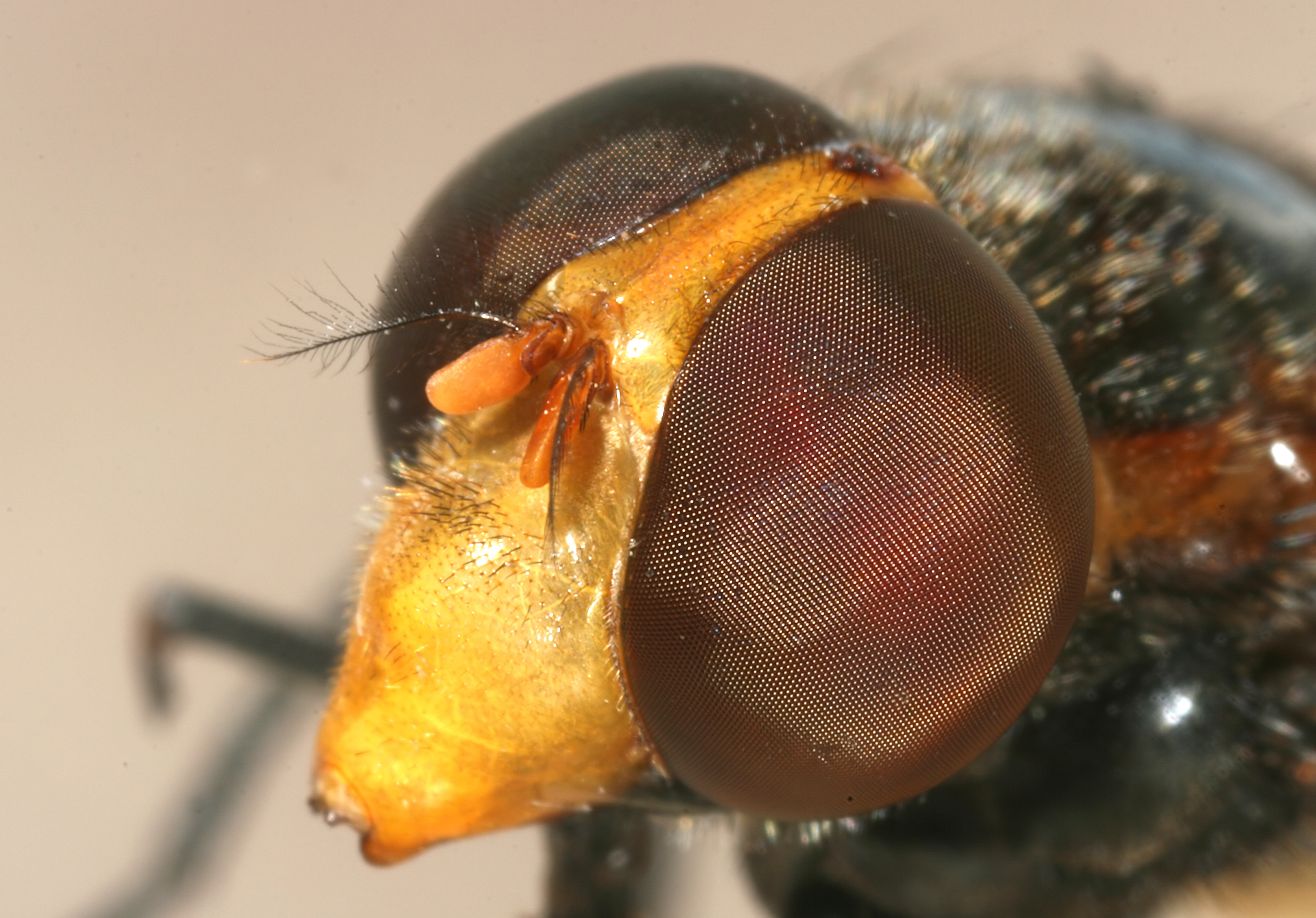
Facettenaugen einer Schwebfliege

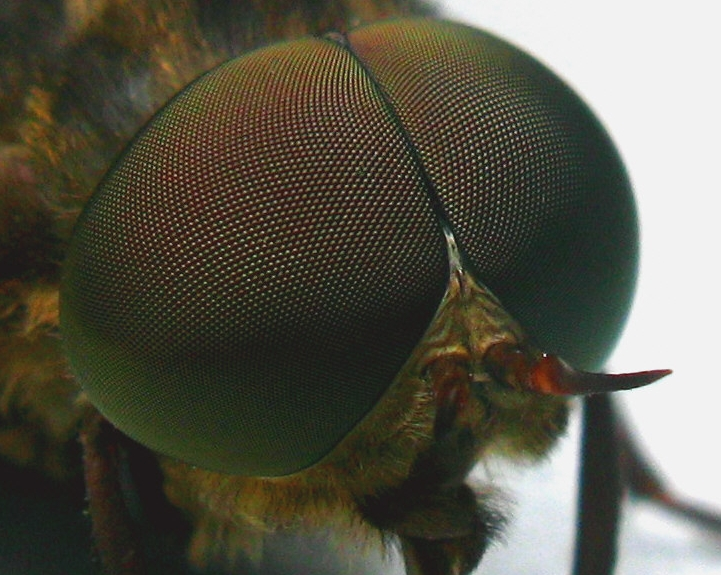
Holoptisch angeordnete Facettenaugen einer Pferdebremse

Als Facetten- oder Komplexauge oder oculus compositus (Plural oculi compositi) bezeichnet man den häufig bei Gliederfüßern vorkommenden Augentyp, bei dem ein Auge sich aus mehreren, bei bestimmten Insekten wie z. B. den Libellen sogar aus mehreren zehntausend Ommatidien (Einzelaugen) zusammensetzt. Das Insekt kann sich so ein Bild seiner Umgebung aus einzelnen Bildpunkten zusammensetzen.

## Anatomie

### Lage und Gestalt

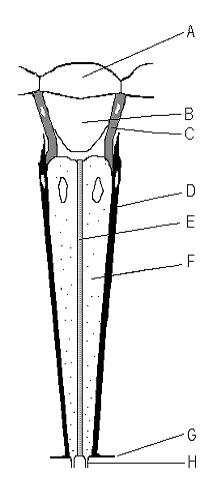
Einzelauge (Ommatidium) aus einem Facettenauge (Typ Appositionsauge)
A Chitinlinse,
B Kristallkegel,
C Hauptpigmentzelle,
D Trennwand zum Nachbarommatidium,
E Rhabdom,
F Sehzellen,
G Basalmembran,
H Nervenfaser

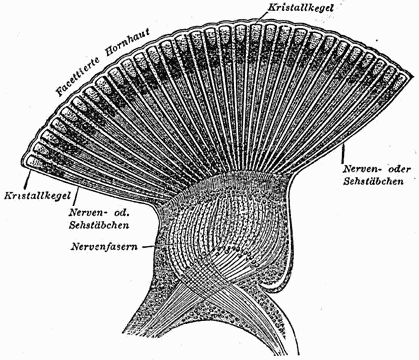
Facettenauge einer Libelle (Schnittzeichnung)

Die Facettenaugen befinden sich an beiden Seiten des Insektenkopfes. Daher werden sie auch manchmal „Seitenaugen“ genannt. Die Lage der beiden Augen ist von Art zu Art unterschiedlich und kann auch zwischen den Geschlechtern variieren. Sind sie voneinander getrennt, so ist von dichoptischer Anordnung die Rede. Berühren sich die Facettenaugen in der Mitte, wird die Anordnung holoptisch genannt, was vor allem bei männlichen Fliegen vorkommt.
Ein Facettenauge hat ein bienenwabenähnliches Muster und wird daher manchmal auch „Netzauge“ genannt. Es besteht aus einer Anzahl von Einzelaugen, den Ommatidien (Einzahl: Ommatidium). Facettenaugen sind meistens annähernd halbkugelförmig, was bewirkt, dass jedes ihrer Ommatidien in eine geringfügig andere Richtung blickt. Abhängig von der Lebensweise sind Facettenaugen verschieden groß ausgebildet. Schnell fliegende Arten wie Libellen haben bis zu 30.000 Ommatidien pro Auge. Bei diesen und räuberischen Arten machen sie 70 bis 90 Prozent der Kopffläche aus. Mit jedem Einzelauge (Ommatidium) wird ein Bildpunkt gesehen. Bei den Insekten sind sie starr mit der Kopfkapsel verbunden und können nicht, wie die Augen des Menschen, bewegt werden.

### Zahl der Ommatidien
Die Anzahl von Einzelaugen innerhalb eines Facettenauges unterscheidet sich von Art zu Art, manchmal auch innerhalb der Geschlechter einer Art. Bei der Glühwürmchengattung Lampyris z. B. haben die Weibchen pro Seite nur 300 Ommatidien, die Männchen hingegen bis zu 2500. Beim Junikäfer haben Weibchen 2700 pro Seite, Männchen 3700. Dieser Unterschied entstand meistens daraus, dass die Männchen bei der Paarung die Weibchen aufsuchen müssen. Die parasitoide Wespe Megaphragma mymaripenne, eines der kleinsten bis jetzt  bekannten Insekten (0,2 mm Körperlänge), weist im Schnitt nur 29 Facetten pro Auge auf.

### Aufbau eines Ommatidiums
Der dioptrische Apparat des Einzelauges wird aus einer Chitinlinse und einem darunter liegenden Kristallkegel gebildet. Die Chitinhülle des Ommatidiums bildet die Chitinlinse (Cornea) (A) aus, durch die das Licht ins Auge fällt. Danach fällt es durch den Kristallkegel (B). Bei manchen Arten besteht der Kristallkegel aus Zellen, bei anderen ist es eine durch einige Zellen abgeschiedene extrazelluläre Masse. Dieser Kristallkegel leitet das Licht zu den Sehstäbchen (Rhabdom) (E). Das Rhabdom besteht aus Rhabdomeren, den jeweiligen Mikrovilli-Säumen der acht bis neun Sehzellen  besitzen (F). Die Rhabdomere bilden den lichtempfindlichen Teil der Sehzellen und enthalten Sehpigmente. Am inneren Ende des Einzelauges beginnen die Nervenfasern (H) der nachgeschalteten Neurone, welche die Wahrnehmungen zum Gehirn weiterleiten. Fällt Licht auf das Rhabdom, depolarisieren die Sehzellen und leiten das Signal so an die für Nervenzellen typischen Axone weiter.

## Augentypen: Appositionsaugen und Superpositionsaugen
Es gibt drei unterschiedliche Typen von Facettenaugen, die sich in Aufbau und neuronaler Verschaltung voneinander unterscheiden:
- Die meisten Taginsekten haben Appositionsaugen.
- Nachtaktive Insekten haben optische Superpositionsaugen.
- Schnellfliegende Insekten (z. B. Diptera) haben neuronale Superpositionsaugen.

Als Appositionsauge wird ein Facettenauge mit durchgängigen Pigmentzellen bezeichnet. Das heißt, die Ommatidien werden durch Pigmentzellen ganz, ohne Zwischenräume, getrennt. Das führt dazu, dass die Insekten ein scharfes Bild sehen können. Aber das Licht erreicht nur dasjenige Ommatidium, das zur Linse gehört, durch die es hereingekommen ist. Das restliche Licht wird von den Pigmentzellen verschluckt. Daher ist das Auge nicht für nachtaktive Insekten (wie nachtaktive Lepidoptera) geeignet, sondern für Taginsekten.
Bei Appositionsaugen und optischen Superpositionsaugen sind die acht Rhabdomere eines Ommatidiums zu einem einzigen Rhabdom im Zentrum verschmolzen. Bei optischen Superpositionsaugen, die vor allem bei dämmerungs- und nachtaktiven Insekten (z. B. nachtaktive Schmetterlinge) vorkommen, sind die Pigmentzellen um die einzelnen Ommatidien abhängig vom Lichteinfall verkürzbar. Ist es dunkel, ziehen sich die Pigmentzellen Richtung Linse zurück und das einfallende Licht kann auch auf das Rhabdom eines benachbarten Ommatidiums fallen. Die so erhöhte Lichtstärke geht jedoch mit einer entsprechend starken Verminderung der Auflösung einher.
Bei neuronalen Superpositionsaugen (z. B. bei schnellfliegenden Insekten wie den Zweiflüglern) sind, wie beim Appositionsauge, die Pigmentzellen durchgängig. Im Gegensatz zum Appositionsauge und zum optischen Superpositionsauge gibt es in jedem Ommatidium kein fusioniertes Rhabdom, die zwei mittleren Rhabdomere (7 und 8) liegen hier untereinander.  Die sieben einzelnen Rhabdomere sind so angeordnet, dass es ein zentrales Rhabdomer (bestehend aus den beiden Einzelrhabdomeren 7 und 8) und darum jeweils sechs periphere Rhabdomere gibt. Jedes periphere Rhabdomer ist neuronal mit dem zentralen Rhabdomer des gegenüberliegenden Ommatidiums verschaltet, weshalb dieser Augentyp als neuronales Superpositionsauge bezeichnet wird.

## Leistungen

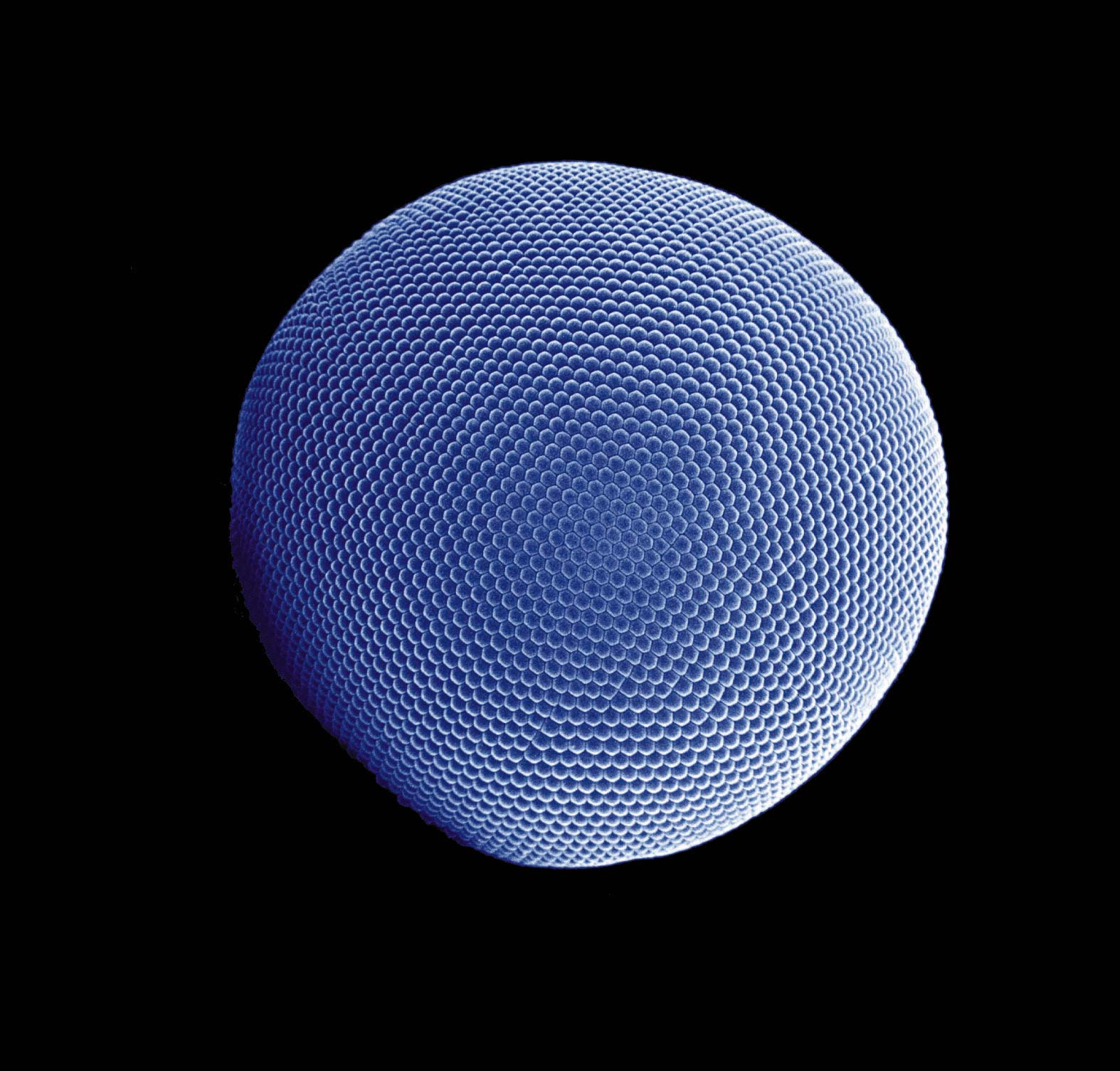
Facettenauge des Antarktischen Krills (Euphausia superba), einer Krebsart

Die räumliche Auflösung des Facettenauges ist durch die Anzahl der Bildpunkte begrenzt und ist somit weit geringer als etwa die Auflösung des menschlichen Linsenauges. Zudem ist die Empfindlichkeit des Facettenauges gering und nimmt mit steigender Auflösung, also mehr und damit kleineren Facetten, stark ab. Dies ist prinzipbedingt, da das von einem Objektpunkt ausgehende Licht im Idealfall nur von einer einzigen der winzigen Linsenflächen (z. B. 0,001 mm²) auf eine Sinneszelle geführt wird, während im Linsenauge die von der gesamten Linsenöffnung (bis zu 40 mm² beim Menschen) empfangenen Strahlen eines Objektpunktes effektiv auf wenige Sinneszellen konzentriert werden.

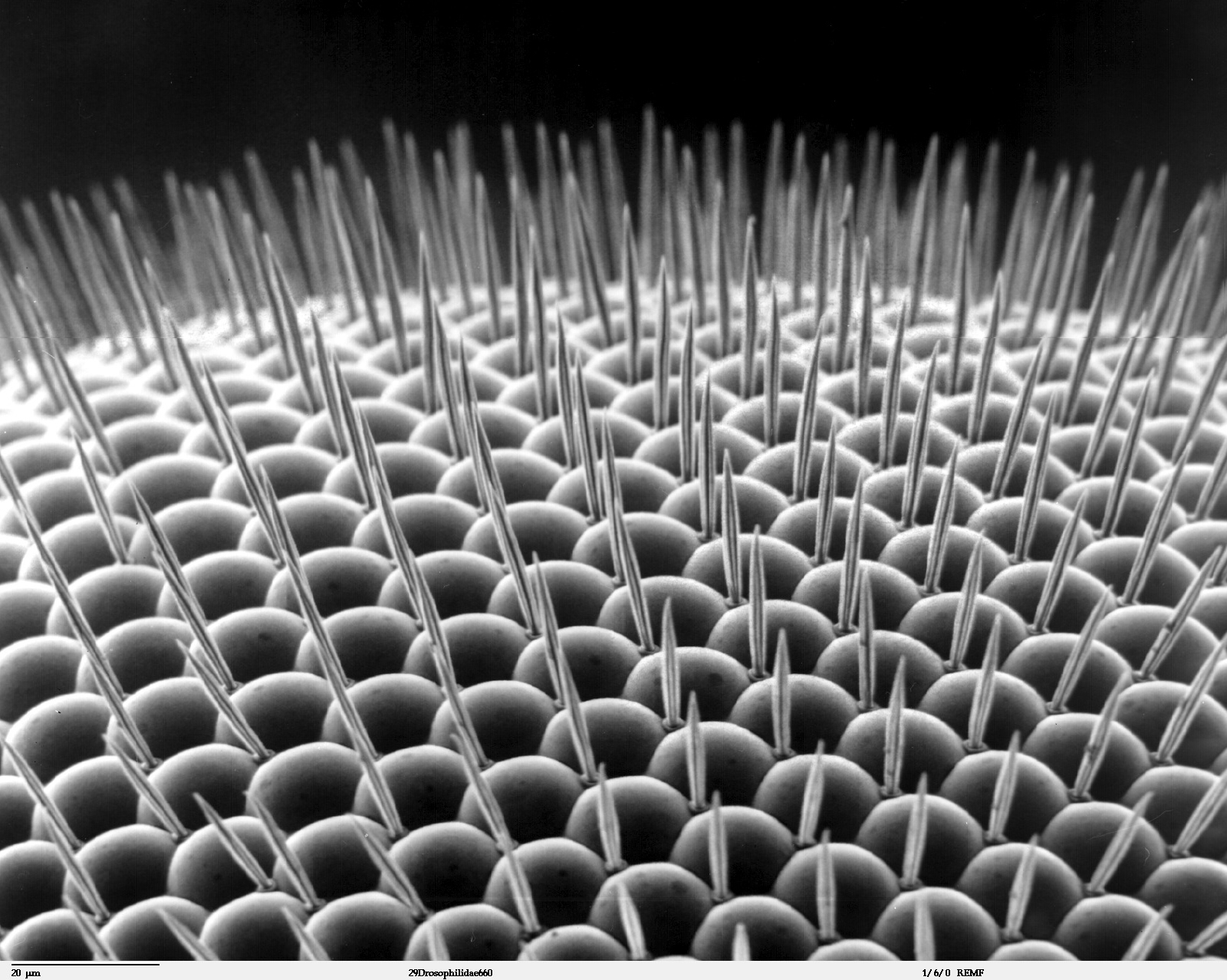
Facettenauge einer Taufliege (rasterelektronenmikroskopische Aufnahme)

Im Gegensatz dazu kann die zeitliche Auflösung bei Facettenaugen weit höher sein. Sie liegt etwa bei schnell fliegenden Insekten mit neuronalem Superpositionsauge bei bis über 300 Bildern pro Sekunde, was dem Fünffachen des menschlichen Auges von etwa 60 bis 65 Bildern pro Sekunde entspricht. Bei einem Appositionsauge liegt die zeitliche Auflösung bei etwa 80 Bildern pro Sekunde. Im Gegensatz zum Appositionsauge wird im neuronalen Superpositionsauge das Signal der Sehzellen von nachgeschalteten Neuronen nicht nur weitergeleitet, sondern direkt ausgewertet und nur die Veränderung des Signals weitergemeldet, was die hohen Flimmerfusionsfrequenzen ermöglicht. (Es wird mathematisch die Ableitung der Depolarisation weitergeleitet, bei weniger Licht hyperpolarisiert das nachgeschaltete Neuron, bei mehr Licht depolarisiert es. Die Spannung ist dabei dem Potential der Sinneszelle entgegengesetzt.) Durch diese Datenreduktion kann das Signal schneller und effektiver bearbeitet werden, als beim Appositionsauge, bei dem nachgeschaltete Neurone das Signal der Rezeptorzelle direkt nachahmen.
Die hohe zeitliche Auflösung kann für bewegte Objekte im nachgeschalteten Gehirn zu einer weit höheren räumlichen Bildauflösung ausgewertet werden, als es nach der durch die Facettenanzahl begrenzten optischen Auflösung entspräche. (Diese Möglichkeit lässt auch dem Menschen bewegte Fernsehbilder weit schärfer erscheinen, als sie im Standbild tatsächlich sind.)
Ferner verfügen Tiere mit Facettenaugen über ein ungleich größeres Blickfeld als mit Linsenaugen. Dies rührt daher, dass prinzipiell jede einzelne der über einen weiten Blickwinkel angeordneten Facetten die gleiche Auflösung erreicht. Bei einem Linsenauge ist eine scharfe Abbildung auf die Bildmitte beschränkt und wird zum Rand des Blickfeldes immer unschärfer.
Bei vielen Insekten werden die Facettenaugen in ihrer Funktion noch unterstützt durch drei punktförmige Lichtsinnesorgane, sogenannte Ocellen – diese dienen jedoch vor allem dem Nachstellen der inneren Uhr.

## Naturgeschichtliches
Die ältesten fossil belegten Facettenaugen bestehen aus wenigen Ommatidien und stammen von Trilobiten und kleinen, in Orsten konservierten Arthropoden aus Burgess-Schiefer-artigen Lagerstätten, deren Alter zwischen 520 und 500 Millionen Jahre beträgt. Die ältesten „großen“ Facettenaugen mit jeweils mehr als 3000 Ommatidien sind 515 Millionen Jahre alt und wurden auf Kangaroo Island, Australien, geborgen.